# バンコ・アステカ
バンコ・アステカ（Banco Azteca、アステカ銀行とも）は、メキシコ合衆国の銀行。2002年開業。会社標語は、"Cambiamos la banca, cambia tú también"。
ラテンアメリカ地域を基盤とする小売業エレクトラ・グループ（en:Grupo Elektra）が出資し、設立した。メキシコ国内で開業当初から815店舗を展開（多くはエレクトラ・グループの小売店鋪内）した。エレクトラ・グループは以前から消費者金融業も営んでいるが、バンコ・アステカの成功により、徐々に金融に関する業務を譲渡している。